# Aşağı Xuç
Aşağı Xuç è un comune dell'Azerbaigian situato nel distretto di Quba. Conta una popolazione di 904 abitanti.